# Sharknado 3
Sharknado 3 (Originaltitel: Sharknado 3: Oh Hell No!) ist ein US-amerikanischer Fernseh-Horrorfilm aus dem Jahr 2015. Erstmals wurde der Film am 22. Juli 2015 vom US-amerikanischen Fernsehsender Syfy ausgestrahlt. Im Film wirken neben Ian Ziering und Tara Reid viele weitere bekannte Personen in Cameo-Szenen mit. Der Film ist nach Sharknado 2 (2014) die zweite Fortsetzung zu Sharknado – Genug gesagt! aus dem Jahr 2013. Anthony C. Ferrante übernahm wie in den beiden vorherigen Filmen wieder die Regie.

## Handlung
Anschließend an die Ereignisse des vorigen Films heiraten Fin und April zum zweiten Mal und erwarten ein weiteres Kind. Während Fin in Washington von dem Präsidenten der Vereinigten Staaten für seine Heldentaten in Los Angeles und New York eine Staatsauszeichnung erhält, entwickelt sich ein weiterer Sharknado-Sturm, welcher die Hauptstadt zerstört. Fin und der Präsident kämpfen gegen den Sturm an, welcher schließlich unerwartet abschwächt und keinen weiteren Schaden anrichtet. Fins Ehefrau April, ihre Mutter May und ihre Tochter Claudia halten sich derweil in dem Vergnügungspark der Universal Studios in Orlando auf. In Angst, dass sich seine Familie in Gefahr befindet, macht sich Fin auf den Weg nach Florida. Während der Fahrt dorthin trifft Fin auf einen weiteren Sharknado-Sturm. Aus diesem wird er von Nova und ihrem Partner Lucas gerettet (Nova befindet sich seit ihrer Nahtoderfahrung in Sharknado, in welcher sie von Fin gerettet wurde, auf der Suche nach weiteren Sharknado-Stürmen, welche sie versucht mit Lucas zu bekämpfen). Fin entscheidet sich, seine Reise mit Nova und Lucas fortzuführen, sie werden aber nach einiger Zeit von einem weiteren Sturm aufgehalten und suchen Zuflucht in einem Militärstützpunkt. Nova und Fin erhalten einen Militärjet mit der Absicht, den Sharknado-Sturm zu zerstören. Doch noch bevor die beiden abheben können, wird ihr Weggefährte Lucas von einem auf ihn herabstürzenden Hai getötet. Unterdessen erschließt sich in Daytona ein weiterer Sharknado-Sturm, welcher die Rennveranstaltung Daytona 500 unterbricht sowie zahlreiche Zuschauer tötet und Rennwagen zerstört. Nova und Fin werfen eine Bombe von ihrem Flugzeug auf die Rennstrecke, um weitere Zerstörung zu verhindern. Ihr Vorgehen hat jedoch keine Wirkung und der Sharknado-Sturm zieht weiter. Fin begreift, dass die Verschmelzung der zahlreichen Sharknado-Stürmen einen gewaltigen „Sharkicane“ zur Folge hat und dieser die vollständige Ostküste zerstören würde. Um Gegenmaßnahmen zu ergreifen, versucht er, seinen Vater Gil, welcher ehemaliger NASA-Oberst ist, für seinen riskanten Plan, die Sharknado-Stürme aus dem Weltall zu bekämpfen, zu gewinnen.
Gil, Fin, April und Nova erreichen die NASA Headquarters in Washington und erfahren von der Ingenieurin Harleen Quinn den einzigen Ausweg, die Stürme zu stoppen. Mit Hilfe einer streng geheimen Raumfähre sollen aus dem Orbit über den Sharknado-Stürmen Tanks mit Raketentreibstoff abgeworfen werden, um diese zu zerstören und unschädlich für die Erde zu machen. Die abgeworfenen Tanks explodieren, stoppen die Stürme jedoch nicht. Verzweifelt teilt Gil der restlichen Besatzung seinen geheimen Plan B mit. Er erwägt, die Stürme mit Hilfe eines Laser-Satelliten der Strategischen Verteidigungsinitiative zu zerstören. Gil verlässt die Raumfähre und opfert sich, den Satelliten zu installieren und bleibt im Weltraum zurück. Der Laserstrahl des Satelliten, welcher die Sharknado-Stürme zielgerichtet zerstört, treibt jedoch die in den Stürmen verbliebenen Haie in den Weltraum, welche die Raumfähre attackieren. Während Fin versucht, die Haie mit Hilfe einer Kettensäge im Stile eines Laserschwerts, welche er zuvor von Nova erhalten hatte, zu töten, wird sowohl er als auch seine schwangere Ehefrau April von den Haien gefressen. Die Haie, welche jeweils Fin und April gefressen haben, stürzen auf die Erde herab. Obwohl die Haie durch das Eintreten in die Erdatmosphäre verkohlt sind, können sich April und Fin aus diesen unversehrt befreien. Während sich April in dem Magen des Hais befand, gebar sie ihr Kind. Fin entscheidet sich, in Gedenken an seinen im Weltraum zurückgelassenen Vater, welcher entsprechend seinem lebenslangen Traum zuletzt auf dem Mond gesehen wurde, sein neugeborenes Kind Gil zu nennen. Vermeintlich wird April von einem Teil der zerstörten Raumfähre, welches unmittelbar darauffolgend vom Himmel auf die Erde herabfällt, getötet.

## Hintergrund

### Produktion
Die Produktionskosten beliefen sich auf 1 Million US-Dollar. Er wurde von The Asylum produziert.

### Veröffentlichung
Der Film wurde am 22. Juli 2015 auf Syfy in den USA ausgestrahlt. Die deutsche Erstausstrahlung folgte einen Tag später, am 23. Juli 2015, auf Syfy Deutschland. Seine deutsche Free-TV-Premiere war am 5. September 2015 bei Tele 5 im Rahmen der Serie Die schlechtesten Filme aller Zeiten. Dessen Moderatoren Peter Rütten und Oliver Kalkofe haben in diesem Film auch Cameo-Auftritte.

## Fortsetzungen
Die Fortsetzung der Filmreihe, Sharknado 4, wurde unmittelbar nach der Premiere von Sharknado 3 angekündigt. Sharknado 3 beinhaltet einen Cliffhanger. Am Filmende wird April vermeintlich von einem vom Himmel herabstürzenden Teil der zerstörten Raumfähre getötet. Mit der Nutzung der Hashtags #AprilLives (April lebt) und #AprilDies (April stirbt) auf Twitter konnten Fans der Filmreihe abstimmen, welches Schicksal April in der Fortsetzung ereilt. Im August 2017 wurde Sharknado 5: Global Swarming veröffentlicht. 2018 folgte Sharknado 6: The Last One.